# Masaki Iida
Masaki Iida (født 15. september 1985) er en japansk fodboldspiller, som spiller for den japanske fodboldklub Matsumoto Yamaga FC.